# Königliche Kunstgewerbeschule München
La Königliche Kunstgewerbeschule München (dal tedesco: Scuola Reale di Arti e Mestieri di Monaco), abbreviato anche come KGS, è un'accademia fondata nel 1868. Insieme all'Accademia delle belle arti di Monaco di Baviera e alla Scuola di Arti e Mestieri di Norimberga, fu la più importante istituzione di formazione artistica della Baviera, soprattutto sotto la direzione di Richard Riemerschmid dal 1913 al 1924.

## Storia
Dopo la fine della monarchia nel 1918, fu rinominata Staatliche Kunstgewerbeschule München (Scuola statale di arti applicate di Monaco), nel 1928 Staatsschule für angewandte Kunst (Scuola statale di arti applicate) e nel 1937 Akademie für angewandte Kunst (Accademia di arti applicate). Nel 1946 la Kunstgewerbeschule e l'Akademie für angewandte Kunst furono incorporate nell'Akademie der Bildenden Künste München.
L'ultimo edificio scolastico utilizzato, in Luisenstraße 37, andò parzialmente distrutto durante la Seconda Guerra Mondiale. Al suo posto, dagli anni '50, sorse un nuovo edificio per l'Istituto Geologico dell'Università di Monaco. Il Museo Paleontologico di Monaco di Baviera si trova oggi sui resti sopravvissuti del precedente edificio in Richard-Wagner-Straße.

## Insegnanti (selezione)
- Ludwig von Langenmantel, insegnante dal 1886 al 1919;
- Philipp Maria Halm, dal 1898 al 1906, docente di storia dell'arte e di didattica dello stile;
- Jan Thorn Prikker, docente dal 1920 al 1923;
- Richard Berndl, dal 1903 al 1947;
- Ernst Wilhelm Bredt, docente di storia dell'arte dal 1906 al 1917, docente;
- Richard Riemerschmid, direttore della scuola dal 1912 al 1924;
- Joseph Wackerle, dal 1917 al 1924;
- Else Jaskolla, 1919-1945;
- Karl Killer (scultore), docente dal 1926;

- Emil Preetorius, docente dal 1926, professore dal 1928;
- Richard Klein, direttore 1935-1945, professore;
- Hans Best, professore;
- Fritz Helmuth Ehmcke, insegnante e professore dal 1913;
- Franz Widnmann, professore;
- Maximilian Dasio, professore;
- Mychajlo Paraschtschuk, insegnante di scultura dal 1908 al 1911;
- Adelbert Niemeyer dal 1907.